# Aljaksandr Hleb
Aljaksandr Paulawitsch Hleb [alʲa'ksandar ɣlʲeb] (belarussisch Аляксандр Паўлавіч Глеб, englische Transkription Aliaksandr Paulavich Hleb, auch Alexander „Alex“ Hleb; russisch Александр Павлович Глеб ‚Alexander Pawlowitsch Gleb‘; * 1. Mai 1981 in Minsk) ist ein ehemaliger belarussischer Fußballspieler.

## Sportliche Laufbahn

### Vereinskarriere

#### Der Anfang bei BATE Baryssau und dem VfB Stuttgart
Hleb begann seine Profikarriere 1998 beim belarussischen Erstligisten BATE Baryssau. Im Jahr darauf wechselte er zum VfB Stuttgart, bei dem er im zentralen Mittelfeld spielte. Obwohl er zur Saison 2000/01 noch meist in der Reservemannschaft zum Einsatz kam, gab er am 3. Spieltag gegen den 1. FC Kaiserslautern sein Bundesligadebüt. In der Begegnung am 5. September 2000 wechselte ihn der damalige VfB-Trainer Ralf Rangnick in der 56. Minute für Krassimir Balakow ein. Bis zum Saisonende kam er auf drei weitere Ligaeinsätze. Am 23. November 2000 gab der Mittelfeldspieler seine internationale Premiere im UEFA-Pokal. Beim 2:2 gegen Feyenoord Rotterdam wurde er in der 79. Minute gegen Sean Dundee eingewechselt.
Nachdem er 2000/01 sich nicht an seinen Mittelfeldkonkurrenten Krassimir Balakow, Bradley Carnell, Heiko Gerber, Krisztián Lisztes, Silvio Meißner, Zvonimir Soldo und Pablo Thiam hatte durchsetzen können, schaffte Hleb in der Folgespielzeit seinen Durchbruch und hatte mit 32 Ligaeinsätzen die zweitmeisten im Kader der Stuttgarter. Als besonders dribbelfreudiger Spieler erhielt er mit seinen Auftritten in der Champions League internationales Medienecho.

#### FC Arsenal

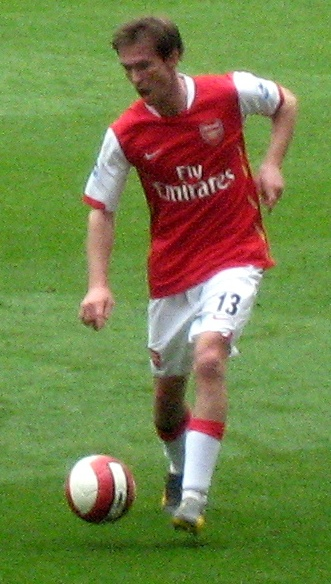
Hleb im Trikot des FC Arsenal (2007)

Nach fünf Jahren in der Bundesliga und insgesamt 137 Spielen und 13 Toren für den VfB verließ er Deutschland und wechselte im Sommer 2005 nach England zum FC Arsenal. Dort erhielt er die Rückennummer 13. Sein Debüt in der Premier League gab der Offensivspieler am 1. Spieltag, dem 14. August 2005, im Spiel gegen Newcastle United. Trainer Arsène Wenger wechselte Hleb beim 2:0-Sieg in der 72. Minute für Cesc Fàbregas ein.
Nach einigen Startschwierigkeiten zählte Hleb ab Mitte 2006 zum Stammkader und zu den Leistungsträgern im Mittelfeld. Er erreichte mit der Mannschaft zwei vierte und einen dritten Rang in der Liga. Zu seinem größten Erfolg im Dress der Londoner zählte dabei das Erreichen des Champions-League-Finales 2006. Bei der 1:2-Niederlage gegen seinen späteren Arbeitgeber FC Barcelona stand Hleb in der Startformation.

#### FC Barcelona und Leihengagements in Stuttgart, Birmingham und Wolfsburg
Beim FC Barcelona unterschrieb Hleb einen Vierjahresvertrag und gewann 2009 mit dem spanischen Pokal seinen ersten Titel seit der belarussischen Meisterschaft mit BATE Baryssau am Anfang seiner Karriere. Dazu kamen der Gewinn der spanischen Meisterschaft und der Endspielsieg in der Champions League gegen Manchester United. Bei den Katalanen war jedoch im stark besetzten Kader kein Platz für ihn. Am 30. Juli 2009 kehrte Hleb deshalb auf Leihbasis für zunächst ein Jahr zum VfB Stuttgart zurück. Am 31. August 2010 wurde er für die Saison 2010/11 an Birmingham City ausgeliehen.
Am 31. August 2011 verlieh der FC Barcelona Hleb bis zum 31. Dezember 2011 an den VfL Wolfsburg. Die Kosten für das Leihgeschäft bezogen sich auf die Anzahl der Spiele, die Hleb absolvieren werde. In Wolfsburg konnte er auch verletzungsbedingt nicht überzeugen, weshalb der Leihvertrag nicht verlängert wurde. Ab dem 9. Januar 2012 hielt er sich nach seiner Rehabilitation beim FC Augsburg fit.
Am 31. Januar 2012 wurde sein noch bis zum 30. Juni 2012 laufender Vertrag mit dem FC Barcelona in beidseitigem Einvernehmen aufgelöst.

#### Ausklang der Karriere in Belarus, Russland und der Türkei
Im Februar 2012 verpflichtete der russische Erstligist Krylja Sowetow Samara Hleb bis zum Saisonende. Am 26. Juli 2012 unterzeichnete Hleb einen Vertrag bei BATE Baryssau. Nachdem Hleb bei Konyaspor keine Berücksichtigung durch Cheftrainer Aykut Kocaman mehr gefunden hatte und teilweise aus dem Mannschaftskader suspendiert worden war, wechselte er im Februar 2015 innerhalb der Süper Lig zum Hauptstadtvertreter Gençlerbirliği Ankara.
Am 5. Januar 2014 unterschrieb Hleb einen Vertrag beim türkischen Erstligisten Torku Konyaspor. Zum Saisonende verlängerte er seine Vertragslaufzeit um eine weitere Saison. Ferner wurde ihm für die Saison 2014/15 die Kapitänsbinde übergeben.
Im Sommer 2015 kehrte er erneut zu BATE Baryssau zurück. Im Januar 2016 wurde er ein weiteres Mal vom türkischen Erstligisten Gençlerbirliği verpflichtet und spielte hier bis zum Saisonende. Das erste Halbjahr der Saison 2016/17 spielte Hleb wiederum für BATE Baryssau und wechselte in der Winterpause weiter zum russischen Verein Krylja Sowetow Samara und spielte dort die Saison zu Ende. Eine erneute Unterschrift bei BATE Baryssau sowie ein Wechsel zum FK Islatsch Minsk Rajon rundeten auf Vereinsebene seine sportliche Laufbahn ab.

### Auswahleinsätze
Hleb war als Nationalspieler Kapitän der belarussischen Auswahl. Zuvor war er bereits U-21-Nationalspieler seines Heimatlandes. Bei der U-21-Fußball-Europameisterschaft 2004 in Deutschland stand er im Kader der belarussischen Mannschaft. Nach einem Sieg, einem Unentschieden und einer Niederlage schied das Team nach der Gruppenphase aus. Hleb kam in allen drei Begegnungen zum Einsatz, wobei er im entscheidenden letzten Spiel gegen Serbien die rote Karte erhielt. Sein Debüt in der A-Elf gab er 2001 im Qualifikationsspiel gegen Wales. Sein erstes Tor für die belarussische A-Nationalmannschaft erzielte Hleb beim 5:2-Sieg im Freundschaftsspiel gegen Ungarn am 17. April 2002. Bis 2019 bestritt er insgesamt 80 A-Länderspiele.

## Privates
Hleb ist Mitglied einer Investorengruppe, die für den Fußball-Drittligisten SG Sonnenhof Großaspach zwischen 2009 und 2011 den Neubau des heimischen Stadions finanzierte.
Sein Bruder Wjatschaslau war ebenfalls Profifußballer. Sie spielten zusammen beim VfB Stuttgart.

## Erfolge

### Verein
- UEFA Champions League: 2009
- UEFA-Champions-League-Finalist: 2006
- UEFA Super Cup: 2011
- Spanischer Meister: 2009
- Belarussischer Meister: 1999, 2012, 2013, 2015, 2016
- Spanischer Pokal: 2011, 2012
- Englischer Pokal: 2011
- Spanischer Supercup: 2011, 2012
- Belarussischer Fußball-Supercup: 2013

### Auszeichnungen
- Fußballer des Jahres von Belarus: 2002, 2003, 2005, 2006, 2007, 2008